# Rocky Gold
Rocky Gold, de son vrai nom Raimi Rukayatu Adunni, née le 16 septembre 1997 à Lomé (Togo), est une artiste compositrice-interprète ivoirienne d'origine nigériane,.

## Biographie

### Famille et études
Rocky Gold a pour mère Alabi Sidikatu et pour père Raimi Moshudu Mudasiru, un artiste tradi-moderne nigérian. Elle nait à Lomé alors que sa mère rejoignait son père installé à Abidjan depuis plusieurs années. Elle est la troisième d'une famille de quatre enfants. Après une partie de son enfance passée au Togo, Rocky Gold s'installe avec ses parents à Abidjan, à Yopougon. Elle fait son parcours scolaire dans ladite commune jusqu’en classe de 3e, avant de décider de faire aussi du commerce. Étant partagée entre les études et son activité commerciale, elle se découvre une passion pour la musique. Elle abandonne finalement le commerce pour se consacrer à la musique. 

### Carrière musicale
C'est sous la houlette de l'arrangeur Koudou Athanase que Rocky Gold commence sa carrière. Cooptée pour des featuring par l'artiste l'ivoirien Marcellin Okoua en 2010, elle sort en 2012, son premier maxi single. 
En 2014, Rocky Gold fait la rencontre de Chipper Konty avec lequel elle collabore sur son titre Koi Bin. Le producteur General Kolber la remarque et décide de l'accompagner pour une carrière solo. En 2015, elle sort le single Ya quoi dans jalousie dont la réponse Ya rien dans jalousie enregistré en featuring avec Gadji Céli remporte du succès. En novembre 2015, elle enregistre le titre Fais comme moi, puis suivent les single Otikpokpo et Je fais ma star sur lequel elle collabore avec Serge Beynaud en 2016
En 2017, elle sort deux singles Gros cœur de femme et Colas dans sauce. Rocky a également à son actif les titres On est dedans ; Poisson dans l’eau ; Copine ; Il m'a fait ça ; Corona ; Qu'est-ce qui t'arrive ? ; Heart Beat ; Caprices de grossesse et Barré Barré,.

## Discographie
- 2015 : Y'a quoi dans jalousie ; Y'a rien dans jalousie
- 2016 : Oti-kpôkô ; Fais comme moi ; Je fais ma star
- 2017 : Colas dans sauce ; Gros cœur de femme
- 2018 : On est dedans ; Poisson dans l’eau
- 2019 : Copine ; Il m'a fait ça
- 2020 : Corona
- 2021 : Qu'est-ce qui t'arrive ? ; Heart Beat ; Caprices de grossesse
- 2023 : Barré Barré

## Distinction
- African Talent Awards 2017 : Meilleure artiste féminin de l'année[9]